# Мураока, Ханако
Ханако Мураока (урожд. Хана Аннака; 21 июня 1893 — 25 октября 1968) — японская писательница и переводчица. Наиболее известна переводом на японский язык произведения Л. М. Монтгомери «Аня из Зелёных Мезонинов».

## Биография
Мураока родилась 21 июня 1893 года в Кофу, префектура Яманаси. При рождении её звали Хана Аннака. Ее родители были методистами и воспитали её набожной христианкой. Она училась в школе для девочек Тоё Эйва Дзёгакуин, где познакомилась с Бякурэн Янагиварой. Школу окончила в 1913 году. Мураока начала писать детские рассказы, вдохновившись работами Хироко Катаямы.
После окончания школы Мураока вернулась в Яманаси и преподавала в филиале Тоё Эйва Дзёгакуин. В 1917 году она опубликовала свою первую книгу «Рохен».
В 1919 году она вышла замуж за Кэйдзо Мураоку. В следующем году у них родился сын. В 1923 году после Великого землетрясения Канто типография Кэйдзо обанкротилась, тем не менее в 1926 году супруги своими силами воссоздали компанию. Вскоре после этого умер их сын, из-за чего Мураока впала в депрессию. Катаяма посоветовал ей перевести произведение Марка Твена «Принц и нищий», это помогло ей вернуться к обычному ритму жизни.
В 1932 году Мураока запустила радиопередачу, в которой она читала новости детям. Шоу стало очень популярным, и дети по всей Японии прозвали ее «Радзио-но-обасан» («Тётя Радио»). Шоу закончилось в начале 1940-х годов с началом Второй мировой войны. Мураока не хотела читать новости, в которых канадцы назывались врагами, потому что многие из её друзей были оттуда.
В 1939 году канадская миссионерка Лоретта Леонард Шоу подарила Мураоке «Аню из Зелёных Мезонинов». Мураока перевела произведение во время войны, она брала черновик с собой во время воздушных налётов. Книга была опубликована в 1952 году и стала бестселлером. В 1970-х годах её даже включили в японскую школьную программу. Некоторые переводчики позже раскритиковали работу Мураоки за то, что она пропустила некоторые части.
Мураока планировала свою первую поездку на остров Принца Эдуарда на 1968 год. Она так и не смогла приехать — 25 октября 1968 года она умерла от инсульта. В 2014 году вышла телевизионная драма «Ханако и Аня». Она была основана на книге о жизни Мураоки, написанной её внучкой Эри Мураокой. Главную роль сыграла Юрико Ёситака.